# 山西省历史文化名村
山西省历史文化名村由山西省人民政府公布。现已公布6批，共254个。
第一批山西省历史文化名村：2003年公布，共19个
第二批山西省历史文化名村：2006年公布，共29个
第三批山西省历史文化名村：2009年公布，共25个
第四批山西省历史文化名村：2015年公布，共5个
第五批山西省历史文化名村：2017年1月12日公布，共64个
第六批山西省历史文化名村：2023年9月15日公布，共108个

## 分市名单

### 临汾市

#### 襄汾县
- 新城镇丁村（1，升格为第六批中国历史文化名村）
- 汾城镇西中黄村（6）

#### 汾西县
- 僧念镇师家沟村（2、4，升格为第四批中国历史文化名村）

#### 翼城县
- 西闫镇古桃园村（5，升格为第七批中国历史文化名村）
- 西闫镇曹公村（5，升格为第七批中国历史文化名村）
- 隆化镇史伯村（5，升格为第七批中国历史文化名村）
- 隆化镇南撖村（5）
- 隆化镇尧都村（5）
- 桥上镇撖庄村（5）

#### 霍州市
- 退沙街道许村 （5，升格为第七批中国历史文化名村）

#### 洪洞县
- 曲亭镇上寨村（6）
- 万安镇韩家庄村（6）

#### 浮山县
- 响水河镇东陈村（6）

### 晋城市

#### 阳城县
- 北留镇皇城村（1，升格为第二批中国历史文化名村）
- 北留镇郭峪村（1，升格为第三批中国历史文化名村）
- 北留镇大桥村（1）
- 润城镇上庄村（2，升格为第四批中国历史文化名村）
- 润城镇屯城村（？，升格为第六批中国历史文化名村）
- 北留镇尧沟村（2，升格为第七批中国历史文化名村）
- 凤城镇南安阳村（2，升格为第七批中国历史文化名村）
- 白桑乡洪上村（2）
- 润城镇上伏村（3，升格为第七批中国历史文化名村）
- 润城镇上庄村（4）
- 河北镇孤堆底村（5）
- 固隆乡固隆村（5，升格为第七批中国历史文化名村）
- 固隆乡泽城村（5，升格为第七批中国历史文化名村）
- 固隆乡府底村（5，升格为第七批中国历史文化名村）
- 润城镇中庄村（5）
- 北留镇章训村（6）
- 北留镇大树村（6）
- 润城镇北音村（6）
- 润城镇刘善村（6）
- 润城镇下庄村（6）
- 町店镇义城村（6）
- 西河乡王曲村（6）

#### 沁水县
- 土沃乡西文兴村（1，升格为第二批中国历史文化名村）
- 郑村镇湘峪村（1，升格为第五批中国历史文化名村）
- 嘉峰镇尉迟村（1，升格为第七批中国历史文化名村）
- 嘉峰镇郭壁村（1，升格为第六批中国历史文化名村）
- 嘉峰镇窦庄村（1、4，升格为第四批中国历史文化名村）
- 中村镇上阁村（5，升格为第七批中国历史文化名村）
- 嘉峰镇嘉峰村（5，升格为第七批中国历史文化名村）
- 嘉峰镇武安村（5，升格为第七批中国历史文化名村）
- 郑庄镇郎壁村（6）

#### 泽州县
- 南村镇冶底村（1，升格为第六批中国历史文化名村）
- 晋庙铺镇天井关村（2，升格为第七批中国历史文化名村）
- 晋庙铺镇拦车村（2，升格为第六批中国历史文化名村）
- 大东沟镇东沟村（2，升格为第七批中国历史文化名村）
- 周村镇石淙头村（3，升格为第七批中国历史文化名村）
- 北义城镇西黄石村（3，升格为第五批中国历史文化名村）
- 金村镇水北村（3）
- 大东沟镇贾泉村（5，升格为第七批中国历史文化名村）
- 巴公镇渠头村（5，升格为第七批中国历史文化名村）
- 山河镇洞八岭村（5，升格为第七批中国历史文化名村）
- 南岭乡段河村（5，升格为第七批中国历史文化名村）
- 大东沟镇辛壁村（6）
- 大东沟镇峪南村（6）
- 南岭镇葛万村（6）
- 高都镇岭上村（6）
- 巴公镇南连氏村（6）

#### 高平市
- 原村乡良户村（2，升格为第三批中国历史文化名村）
- 河西镇苏庄村（2，升格为第五批中国历史文化名村）
- 寺庄镇伯方村（3，升格为第六批中国历史文化名村）
- 马村镇大周村（3，升格为第六批中国历史文化名村）
- 石末乡侯庄村（3）
- 原村乡下马游村（3）
- 原村乡原村（5）
- 河西镇牛村（5，升格为第七批中国历史文化名村）
- 建宁乡建北村（5）
- 马村镇康营村（5）
- 北城街街道许庄村（6）
- 河西镇河西村（6）
- 河西镇宰李村（6）
- 米山镇吴村（6）
- 米山镇井则沟村（6）
- 马村镇东周村（6）
- 马村镇西周村（6）
- 建宁乡郭庄村（6）

#### 陵川县
- 西河底镇现岭村（3）
- 礼义镇平川村（3）
- 西河底镇积善村（5，升格为第七批中国历史文化名村）
- 西河底镇黄庄村（5）
- 平城镇侯家庄村（6）
- 礼义镇沙河村（6）
- 附城镇玉泉村（6）
- 六泉乡浙水村（6）

### 晋中市

#### 太谷区
- 北洸乡北洸村（1，升格为第五批中国历史文化名村）
- 阳邑乡阳邑村（1）
- 范村镇上安村（5，升格为第七批中国历史文化名村）
- 胡村镇敦坊村（6）
- 侯城乡范家庄村（6）
- 北洸乡白城村（6）
- 阳邑乡里美庄村（6）

#### 介休市
- 龙凤镇张壁村（1，升格为第二批中国历史文化名村）
- 张兰镇北贾村（1）
- 洪山镇洪山村（1，升格为第七批中国历史文化名村）
- 龙凤镇南庄村（2，升格为第七批中国历史文化名村）
- 绵山镇大靳村（5，升格为第七批中国历史文化名村）
- 张兰镇张村（5）
- 张兰镇板峪村（6）
- 张兰镇史村（6）
- 张兰镇新堡村（6）
- 张兰镇旧堡村（6）
- 张兰镇南贾村（6）
- 连福镇刘家山村（6）
- 绵山镇小靳村（6）
- 绵山镇焦家堡村（6）
- 绵山镇兴地村（6）
- 绵山镇马堡村（6）
- 龙凤镇龙凤村（6）
- 龙凤镇西宋壁村（6）

#### 寿阳县
- 平舒乡平舒村（1）
- 西洛镇南东村（5，升格为第七批中国历史文化名村）
- 西洛镇南河村（5，升格为第七批中国历史文化名村）
- 西洛镇纂木村（5）
- 平头镇胡家堙村（5）
- 平舒乡龙门河村（5，升格为第七批中国历史文化名村）
- 尹灵芝镇尹灵芝村（5）
- 宗艾镇下洲村（5，升格为第七批中国历史文化名村）

#### 平遥县
- 岳壁乡梁村（2，升格为第三批中国历史文化名村）
- 岳壁乡梁坡底村（2）
- 岳壁乡西源祠村（2）
- 段村镇段村（2，升格为第七批中国历史文化名村）
- 段村镇普洞村（2）
- 卜宜乡梁家滩村（2）
- 东泉镇彭坡头村（2）
- 东泉镇东泉村（2）
- 东泉镇西赵村（2）
- 朱坑乡喜村（2）
- 东泉镇木瓜村（5）
- 段村镇南羌村（6）
- 中都乡南良如村（6）
- 卜宜乡落邑村（6）
- 杜家庄乡杜家庄村（6）

#### 祁县
- 贾令镇谷恋村（2，升格为第六批中国历史文化名村）
- 贾令镇贾令村（5）
- 古县镇王贤村（5）

#### 榆次区
- 东赵乡后沟村（2，升格为第七批中国历史文化名村）
- 什贴镇小寨村（5）
- 东阳镇车辋村（6）
- 长凝镇相立村（6）

#### 灵石县
- 夏门镇夏门村（2、4，升格为第四批中国历史文化名村）
- 王禹乡王禹村（3）
- 两渡镇冷泉村（3，升格为第五批中国历史文化名村）
- 南关镇董家岭村（3，升格为第七批中国历史文化名村）

#### 左权县
- 芹泉镇芹泉村杨家庄村组（6）

### 吕梁市

#### 交口县
- 双池镇西庄村（1，升格为第七批中国历史文化名村）

#### 临县
- 碛口镇李家山村（2、4，升格为第四批中国历史文化名村）
- 碛口镇寨则山村（2）
- 碛口镇高家坪村（2）
- 三交镇孙家沟村（3，升格为第七批中国历史文化名村）
- 安业乡前青塘村（5，升格为第七批中国历史文化名村）

#### 方山县
- 峪口镇张家塔村（3）

#### 孝义市
- 高阳镇宋家庄村（3）
- 下堡镇昔颉堡村（6）
- 下堡镇官窑村（6）
- 孝义市高阳镇高阳村（6）

#### 离石区
- 枣林乡彩家庄村（5，升格为第七批中国历史文化名村）
- 交口街道杜家山村（6）
- 吴城镇街上村（6）
- 枣林乡枣林村（6）

#### 柳林县
- 三交镇三交村（5，升格为第七批中国历史文化名村）
- 陈家湾乡高家垣村（5，升格为第七批中国历史文化名村）
- 王家沟乡南洼村（5，升格为第七批中国历史文化名村）
- 柳林镇雅沟村（6）
- 薛村镇军渡村（6）
- 孟门镇后冯家沟村（6）
- 孟门镇西坡村（6）
- 金家庄镇金家庄村（6）
- 西王家沟乡曹家塔村（6）

#### 文水县
- 孝义镇上贤村（5）
- 刘胡兰镇刘胡兰村（6）
- 孝义镇平陶村（6）
- 下曲镇梁家堡村（6）
- 下曲镇北辛店村（6）
- 马西乡神堂村（6）

#### 交城县
- 夏家营镇段村（5，升格为第七批中国历史文化名村）

### 长治市

#### 武乡县
- 韩北乡王家峪村（1）

#### 黎城县
- 停河铺乡霞庄村（3，升格为第七批中国历史文化名村）
- 西井镇南委泉村（6）
- 黄崖洞镇下赤峪村（6）
- 东阳关镇长宁村（6）
- 东阳关镇辛村（6）
- 洪井镇孔家峧村（6）

#### 沁源县
- 王和镇古寨村（3，升格为第七批中国历史文化名村）

#### 平顺县
- 虹梯关乡虹霓村（5，升格为第七批中国历史文化名村）
- 石城镇东庄村（5，升格为第七批中国历史文化名村）
- 石城镇上马村（5）
- 石城镇岳家寨村（5，升格为第七批中国历史文化名村）
- 石城镇黄花村（5）
- 虹梯关乡龙柏庵村（6）

#### 壶关县
- 店上镇瓜掌村（6）
- 树掌镇神北村（6）
- 晋庄镇东七里村（6）
- 百尺镇西岭底村（6）
- 集店镇土河村（6）
- 东井岭乡崔家庄村（6）

### 阳泉市

#### 郊区
- 义井镇小河村（1，升格为第三批中国历史文化名村）
- 义井镇大阳泉村（3，升格为第五批中国历史文化名村）
- 平坦镇官沟村（3）
- 荫营镇辛庄村（5，升格为第七批中国历史文化名村）
- 河底镇牵牛镇村（6）

#### 平定县
- 石门口乡乱流村（5，升格为第七批中国历史文化名村）
- 巨城镇上盘石村（5，升格为第七批中国历史文化名村）
- 巨城镇移穰村（5）
- 张庄镇桃叶坡村（5，升格为第七批中国历史文化名村）
- 冶西镇苇池村（5）
- 娘子关镇旧关村（6）
- 东回镇马山村（6）
- 锁簧镇东锁簧村（6）
- 柏井镇柏井一村（6）
- 柏井镇柏井四村（6）
- 张庄镇张庄村（6）
- 张庄镇下马郡头村（6）
- 张庄镇宁艾村（6）
- 石门口乡南坪村（6）
- 石门口乡大石门村（6）
- 石门口乡西郊村（6）

#### 盂县
- 梁家寨乡大汖村（5，升格为第七批中国历史文化名村）
- 孙家庄镇乌玉村（5，升格为第七批中国历史文化名村）
- 苌池镇神泉村（6）
- 仙人乡仙人村（6）
- 梁家寨乡石家塔村（6）

### 运城市

#### 万荣县
- 高村乡阎景村（3，升格为第五批中国历史文化名村）

#### 新绛县
- 泽掌镇光村（3，升格为第五批中国历史文化名村）
- 三泉镇古堆村（6）
- 北张镇西庄村（6）
- 泽掌镇乔沟头村（6）
- 阳王镇北池村（6）

#### 稷山县
- 西社镇马跑泉村（5，升格为第七批中国历史文化名村）

#### 盐湖区
- 王范乡王范村（6）

### 太原市

#### 晋源区
- 晋源街道店头村（3，升格为第五批中国历史文化名村）

#### 阳曲县
- 侯村乡青龙镇村（5）

### 大同市

#### 大同县
- 杜庄乡落阵营村（2）

#### 新荣区
- 堡子湾乡得胜堡村（3，升格为第七批中国历史文化名村）

#### 阳高县
- 马家皂乡安家皂村（5，升格为第七批中国历史文化名村）

#### 灵丘县
- 独峪乡花塔村（6）
- 独峪乡曲回寺村（6）

#### 浑源县
- 王庄堡镇王庄堡村（6）
- 永安镇王千庄村（6）

### 忻州市

#### 宁武县
- 涔山乡王化沟村（3，升格为第五批中国历史文化名村）
- 宁化镇宁化村（6）

#### 偏关县
- 新关镇西沟村（5）

#### 原平市
- 东社镇王东社村（5）

#### 神池县
- 八角镇八角村（6）
- 东湖乡达木河村（6）

### 朔州市

#### 山阴县
- 张家庄乡旧广武村（3，升格为第七批中国历史文化名村）